# 林華韋
林華韋（1958年5月27日—），為一名台灣前棒球教練及運動高階主管。2021年起擔任中華職棒富邦悍將領隊至今。

## 早年及球員生涯
小學時原本是桌球隊成員，曾拿過地區性桌球比賽冠軍，但因對棒球有濃厚興趣，於高年級加入台南市永福國小少棒隊，1970年在南部七縣市選拔賽中奪得第二名，於是因此被挑進南部七縣市的代表隊，稱為「七虎隊」。後來贏得全國冠軍，代表我國參加威廉波特少棒賽，可惜首戰輸給尼加拉瓜，當年七虎隊只拿到第五名。青少棒時期加入華興中學青少棒隊，大學時期進入輔仁大學棒球隊（葡萄王）。
- 台南市立建興國民中學青少棒隊
- 陸光棒球隊（1978年）

1982年參加漢城世界盃，取得第四名。1983年到日本打業餘棒球，第一年加入山葉發動機隊（YAMAHA集團），後來轉隊至河合樂器打了兩年。
1987年進入筑波大學體育研究所攻讀碩士班。

## 國家隊教練
學成歸國後，自1990年起至2001年止，長達十二年期間擔任國家代表隊教練。
- 第一屆世界棒球經典賽中華成棒隊總教練 (2006)

## 執教經歷
2001年11月請辭中華隊總教練一職，至國立台灣體育學院任教至2021年。
- 國立臺灣體育學院 體育室訓練組組長
- 國立臺灣體育大學台中校區 制競技運動學系專任教授兼主任 (2008)
- 國立臺灣體育學院 制競技運動學系專任教授兼主任
- 國立臺灣體育專科學校 教務處註冊組組長
- 台灣體院棒球隊（富邦公牛隊）總教練
- 國立台灣體育學院競技運動學系教授兼系主任（2006年8月1日－）
- 國立臺灣體育運動大學校長（2013年8月2日－2021年8月1日）
- 中華民國棒球協會選訓委員
- 中華民國學生棒球運動聯盟常務理事
- 台中市威達超舜棒球隊選訓委員（2009年4月10日－）
- 第三屆世界棒球經典賽選訓委員（由中華職棒與中華棒協共組）

## 富邦悍將領隊
- 中華職棒富邦悍將領隊（2022年2月1日－）

## 榮譽
2021年12月10日，林華韋教授入選台灣棒球名人堂業餘時期特別貢獻獎。

## 外部連結
- 林華韋在台灣棒球維基館上的頁面（繁體中文）